# Richard Ian Cox
Richard Ian Cox (* 3. Oktober 1973 in St Asaph (Llanelwy), Wales) ist ein kanadischer Schauspieler und Synchronsprecher. Bekannt wurde er durch seine Rolle als junger Jockey Alec Ramsay in der Serie Black, der schwarze Blitz.

## Leben
Cox wurde am 3. Oktober 1973 in Wales geboren, bereits kurz nach seiner Geburt zog die Familie jedoch nach Kanada um. Sein Vater gebürtiger Engländer (seine Mutter stammt aus Wales), war zu dieser Zeit Maschinenbauingenieur. Im Alter von neun Jahren stand er zum ersten Mal in Schulproduktionen auf der Theaterbühne. 1987 zog die Familie nach Vancouver. 1990 bewarb sich der damals 16-Jährige um die Rolle des Alec Ramsay in der Serie „Black, der schwarze Blitz“. Mit seiner Größe von nur 1,68 m und der Tatsache, dass er bereits Reiten konnte, erfüllte er zwei wichtige Kriterien und bekam die Rolle, die er daraufhin bis 1993 spielte. Zweiter Hauptdarsteller in der Serie war Mickey Rooney.
Nach der Einstellung der Serie übernahm er noch vereinzelt Gastrollen in Serien und Spielfilmen, konzentrierte sich jedoch primär auf die Tätigkeit als Synchronsprecher (überwiegend japanischer Zeichentrickfilme und Animes). Er ist seit Juni 2006 verheiratet mit Becky Cox und hat mit ihr vier Kinder, 2 Mädchen und 2 Jungs. Er gibt jungen Talenten Schauspielunterricht.
Im Jahr 2014 hat er einen eigenen Film produziert „Last Night in Suburbia“ zusammen mit seinem Co Produzenten Samuel Vincent Khouth, des Weiteren noch Andrew Francis und Mack Benz. Ein Teenagerfilm wo einiges schiefgeht. Der Film ist 2017 erschienen.

## Preise
In den Jahren 1991 bis 1993 war er jeweils für den Young Artist Award als Bester jugendlicher Hauptdarsteller einer Serie im Kabelfernsehen (1991 und 1992 ... außerhalb der Hauptsendezeit) nominiert, 1992 bekam er den Preis.

## Filmografie (Auswahl)

### Als Schauspieler
- 1990–1993: Black, der schwarze Blitz (The Black Stallion, Fernsehserie, 57 Folgen)
- 1993: Überleben! (Alive)
- 1994: Verloren im Schneesturm – Eine Familie kämpft ums Überleben (Snowbound: The Jim and Jennifer Stolpa Story)
- 1997: Breaker High
- 1999: Griffelkin – Ein Teufel auf Abwegen (H-E Double Hockey Sticks)
- 1999–2000: Auf kalter Spur (Cold Squad, Fernsehserie, 13 Folgen)
- 2000: My 5 Wives
- 2000: Das Todesvirus – Rettung aus dem Eis (Runaway Virus)
- 2001: Stickup – Doppeltes Spiel (The Stickup)
- 2004: Thralls
- 2005–2007: Hier ist Ian (Being Ian, Fernsehserie, 24 Folgen)
- 2006: Die Chaoscamper (RV)
- 2006: Trapped Ashes
- 2007: Ghost Rider
- 2007: Battle in Seattle
- 2008: Der Todes–Twister (NYC: Tornado Terror)
- 2008: Der Weihnachtswunsch (The Mrs. Clause, Fernsehfilm)
- 2012: Broken Trust (Fernsehfilm)
- 2012: The Music Teacher (Fernsehfilm)
- 2012: Love at the Thanksgiving Day Parade (Fernsehfilm)
- 2013: The Trainer (Fernsehfilm)
- 2014: Strange Empire (TV-Serie)
- 2014: Pants on Fire (TV-Film)
- 2014: Recipe for Love (TV-Film)
- 2014: Jack Parker - Nicht schwindelfrei (TV-Film)
- 2014: The Christmas Secret (TV-Film)

### Gastauftritte
- 1996: Sliders – Das Tor in eine fremde Dimension (Sliders, Folge 2x11)
- 1996: Outer Limits – Die unbekannte Dimension (The Outer Limits, Folge 2x21)
- 1996: Die Fälle der Shirley Holmes (The Adventures of Shirley Holmes, Folge 1x06)
- 1998: Die neue Addams Familie (The New Addams Family, Folge 1x03)
- 1996: Gejagt - Das zweite Gesicht (TWO, Folge 1x21)
- 1999: Das Netz – Todesfalle Internet (The Net, Folge 1x16)
- 2000: Stargate – Kommando SG-1 (Stargate SG-1, Folge 3x19)
- 2001: Immortal – Der Unsterbliche (The Immortal, Folge 1x15)
- 2003: JAG – Im Auftrag der Ehre (JAG, Folge 9x12)
- 2004: Stargate Atlantis (Stargate: Atlantis, Folge 1x12)
- 2005: Sex, Love & Secrets (Folge 1x05)
- 2006: Saved (Folge 1x06)
- 2006: Psych (Folge 1x03)
- 2006: Eureka – Die geheime Stadt (Eureka, Folge 2x11)
- 2008: Will & Dewitt (Folge 1x05)
- 2009: The Assistants (Folge 1x06)
- 2010: Life Unexpected (Folge 1x08)
- 2011: Once Upon a Time – Es war einmal … (Once Upon a Time, Folge 1x14)
- 2011: Fringe – Grenzfälle des FBI (Fringe, Folge 3x20)
- 2013: Motive (Folge 1x03)
- 2014: Strange Empire (TV-Serie)

### Als Synchronsprecher
- 1990: Hamtaro
- 2000–2003: X-Men: Evolution
- 2000–2006: Inuyasha
- seit 2010: My Little Pony – Freundschaft ist Magie (My Little Pony: Friendship is Magic)
- 2013: My Little Pony: Equestria Girls
- 2014: My Little Pony: Equestria Girls – Rainbow Rocks

### Als Regisseur/Produzent
- 2014 Last Night in Suburbia